# バコバコバスツアー
バコバコバスツアーは、日本のアダルトビデオシリーズ。AVメーカー・ムーディーズ製作。

## 概要
2003年に第1作が発売。募集に応じた一般男性とAV女優がバスツアーに参加し、車内や宿泊先でゲームや宴会などのイベントを共に楽しみながら果ては乱交まで行われる。人気企画となりシリーズ化され、ツアーの裏側や同時進行する裏ツアーといった作品も発売。また、女優1人のツアーや女優とのキャンプなど別シリーズも生まれた。
2016年7月、2013年に行なったキャンプ場での撮影が公然わいせつ罪にあたるとして出演者、スタッフを含む52人が書類送検された。同年9月に不起訴となったが、この影響でシリーズはもとより野外撮影を含む作品が収録済みの物も含めDVDが販売中止となった。
2023年6月発売作品、『三上悠亜×MOODYZ 一回限りの限定復活!?ひとりバコバコバスツアー2023 引退直前!最後の大感謝スペシャル!!』で約7年ぶりにシリーズを復活。ただし本作では女優一人、プロの男優が参加し、野外での撮影もない作品となっている。
2024年2月12日週FANZA通販フロアランキングにて、複数人作品として約10年ぶりに復活した『MOODYZファン感謝祭 バコバコバスツアー2024 AV男優発掘＆育成スペシャル!! AV男優を目指す素人16名とAV女優16名の1泊2日大乱交ツアー!』が初登場1位にランクイン。同作は週刊プレイボーイにて2024年のムーディーズで最も売れた作品と報道された。

## 作品

### バコバコバスツアー
| タイトル | 出演者 | 発売日         | 備考 |
| --- | --- | -------------- | --- |
| MOODYZファン感謝祭 バコバスリターンズ | 菊川あずみ、七海りあ、小泉加奈子、村山恵子、かわいひかる、保坂優海 本田レイコ、矢口せり、三井エリ、雪野あいか、水野奈菜、滝口もも 工藤さき、藤崎亜里砂、菊地麗子、青木ゆめ                                                                | 2003年3月15日  | |
| 裏バコバス これが女優控室の実態だ! | 菊川あずみ、七海りあ、小泉加奈子、村山恵子、かわいひかる、保坂優海 本田レイコ、矢口せり、三井エリ、雪野あいか、水野奈菜、滝口もも 工藤さき、藤崎亜里砂、菊地麗子、青木ゆめ                                                                | 2003年5月1日   | |
| MOODYZファン感謝祭 バコバス夏の陣 | | 2003年12月1日  | |
| バコバス夏の陣の裏側 これが女優控室の実態だ!                                                                                               | 2004年1月15日 |                | |
| MOODYZファン感謝祭 バコバス夏の陣2005 | 三上翔子、楓アイル、月丘るな、一条なつみ、立花瞳、田中梨子 大石夏樹、松雪聖名、若月樹里、片桐桜、片瀬ありさ、るい YUKI、芽菜、眞雪ゆん、森田りこ                                                                                          | 2005年3月1日   | |
| バコバスギャル16人の裏のウラ | 三上翔子、楓アイル、月丘るな、一条なつみ、立花瞳、田中梨子 大石夏樹、松雪聖名、若月樹里、片桐桜、片瀬ありさ、るい YUKI、芽菜、眞雪ゆん、森田りこ                                                                                          | 2005年4月15日  | |
| バコバスBEST | | 2005年7月1日   | これまでの作品から 様々なシーンを収録したベスト版                                                                                           |
| MOODYZファン感謝祭 バコバコバスツアー2006                                                                                                  | 明乃夕奈、相馬美雨、清原りょう、早乙女みなき、笠木あやか、SARINA 瞳れん、綾野みゆき、相澤☆ゆめ、吹石恵、片瀬渚、浅野はるか 日野雫、市橋さやか、相楽ひかる、大島華恋                                                                       | 2006年3月13日  | |
| MOODYZファン感謝祭 バコバコバスツアー2006 まるごと全裸スペシャル                                                                           | 城崎めぐ、you.、姫宮ラム、北崎未来、咲田みう、あいら 杉浦まな、加藤エミリ、青山ルイ、栗山ゆい、Ai、はすみ 伊藤ひらり、愛浦こころ、さとう和香、桜井かりん                                                                                  | 2006年12月1日  | |
| MOODYZファン感謝祭 バコバコバスツアー2007                                                                                                  | 美咲沙耶、元木ひなよ、星優乃、緒川さら、小峰由衣、櫻井あいか 冬月ひな、つゆの優、姫川りな、京本かえで、若葉薫子、滝本沙耶香 蝦川真里、羽純、蛯原みなみ、紺乃すず                                                                          | 2007年5月1日   | |
| バコバス 2006&2007特別編 | 2006&2007年の出演者 | 2007年7月13日  | バコバコバスツアー2006と2007の 未公開映像を収録                                                                                             |
| MOODYZファン感謝祭 バコバコバスツアー2008 超!極乳天国へようこそ!!                                                                          | @you、飯島夏希、麻生岬、青山雪菜、早坂めぐ、岡本きら はるか悠、芽衣奈、卯月杏、上原優、橘ひな、古館びわ 杉田わか、近藤優希、平野あみ、鮎川まどか                                                                                          | 2008年4月13日  | |
| MOODYZファン感謝祭 裏バコバコバスツアー2008 本編未収録映像240分!!                                                                          | @you、飯島夏希、麻生岬、青山雪菜、早坂めぐ、岡本きら はるか悠、芽衣奈、卯月杏、上原優、橘ひな、古館びわ 杉田わか、近藤優希、平野あみ、鮎川まどか                                                                                          | 2008年6月13日  | |
| MOODYZファン感謝祭 バコバコバスツアー2009 〜爆乳女優22名の乱交天国!!〜                                                                     | 浜崎りお、愛菜りな、佐伯奈々、小春、松坂みるく、宮崎あい 真田リサ、亜佐倉みんと、若林もも、乙川ミキ、榎本ゆうな、石原あすか 若槻せな、芹菜ひなた、片桐まふゆ、響愛莉、茅ヶ崎ありす、坂本麻弥 清水あかね、夏川ゆい、加賀冬美、永遠         | 2008年12月13日 | |
| MOODYZファン感謝祭 裏バコバコバスツアー2009 本編未収録!AVアイドル16名の本気FUCK!!                                                          | 浜崎りお、愛菜りな、佐伯奈々、小春、松坂みるく、宮崎あい 真田リサ、亜佐倉みんと、若林もも、乙川ミキ、榎本ゆうな、石原あすか 若槻せな、芹菜ひなた、片桐まふゆ、響愛莉、茅ヶ崎ありす、坂本麻弥 清水あかね、夏川ゆい、加賀冬美、永遠         | 2009年2月1日   | |
| MOODYZファン感謝祭 バコバコバスツアー2009 S級AVギャルのハメまくり大乱交!!                                                                  | 小澤マリア、水城奈緒、星優乃、赤西涼、神谷りの、宝生優果 桃咲まなみ、桜井エミリ、緋村由衣、風吹かのん、鈴香音色、成瀬心美 西村アキホ、星島ちさ、二宮せりな、篠原奈美                                                                      | 2009年8月1日   | |
| MOODYZファン感謝祭 裏バコバコバスツアー2009 本編未収録!深夜のペニス吸引祭り!!                                                              | 小澤マリア、水城奈緒、星優乃、赤西涼、神谷りの、宝生優果 桃咲まなみ、桜井エミリ、緋村由衣、風吹かのん、鈴香音色、成瀬心美 西村アキホ、星島ちさ、二宮せりな、篠原奈美                                                                      | 2009年10月1日  | |
| MOODYZファン感謝祭 バコバコバスツアー2010 ハイテンション大乱交天国!!                                                                       | 亜梨、晶エリー、つぼみ、雪見紗弥、今野梨乃、宮下まい モカ、東野愛鈴、堀口奈津美、星乃せあら、須真杏里、深田梨菜 あすかみみ、甲斐ミハル、諸星セイラ、朋香めい                                                                              | 2010年2月1日   | |
| MOODYZファン感謝祭 裏バコバコバスツアー2010 本編未収録!鬼吸引フェラチオ天国!!                                                              | 亜梨、晶エリー、つぼみ、雪見紗弥、今野梨乃、宮下まい モカ、東野愛鈴、堀口奈津美、星乃せあら、須真杏里、深田梨菜 あすかみみ、甲斐ミハル、諸星セイラ、朋香めい                                                                              | 2010年5月1日   | |
| MOODYZファン感謝祭 バコバコバスツアー2010 おかげさまで!!10周年!大感謝スペシャル!!                                                          | 大橋未久、晶エリー、乃亜、鈴木杏里、つぼみ、並木るか 早乙女ルイ、堀口奈津美、鷹宮りょう、星崎アンリ、藤崎クロエ 葉月しおり、大沢美加、園田ユリア、橘なお、鈴音りおな                                                                      | 2010年9月13日  | |
| MOODYZファン感謝祭 バコバコバスツアー2011 ギャルの超ハイテンション大乱交ジャングル!!                                                       | 瑠菜、泉麻那、RUMIKA、青山ゆい、大塚ひな、桜庭ハル RICA、椎名ゆず、もりとまりな、華原希、高倉舞、片桐りの 緋咲アンナ、伊藤ユリエ、尾上ライナ、星崎キララ、COCONA、黒澤ルナ                                                                | 2011年2月13日  | |
| MOODYZファン感謝祭 バコバコバスツアー2011 AVアイドルNo.1決定戦SP!!                                                                         | 北川瞳、仁科百華、琥珀うた、朝倉ことみ、つぼみ、みづなれい つくし、吉田花、雫パイン、桜花えり、大堀香奈、倉木みお 朝田ばなな、長谷川しずく、小嶋ジュンナ、あざみねね （うらバコ） 晶エリー、葵まりあ、桐谷あや                            | 2011年10月1日  | |
| ムーディーズファン感謝祭 うらバコバコバスツアー2011 〜補欠者救済プロジェクト!!〜                                                           | 北川瞳、仁科百華、琥珀うた、朝倉ことみ、つぼみ、みづなれい つくし、吉田花、雫パイン、桜花えり、大堀香奈、倉木みお 朝田ばなな、長谷川しずく、小嶋ジュンナ、あざみねね （うらバコ） 晶エリー、葵まりあ、桐谷あや                            | 2011年11月1日  | |
| MOODYZファン感謝祭 バコバコバスツアー2012 小悪魔痴女たちの誘惑大乱交SP                                                                     | Maika、さとう遥希、愛原さえ、ももかさくら、霧島あんな、長澤あずさ 鈴木ありす、大槻ひびき、このは、羽月希、すずきりりか、木下若菜 真木今日子、そらのゆめ、杏子ゆう、初美沙希 （うらバコ）晶エリー、堀口奈津美、琥珀うた                    | 2012年3月13日  | |
| ムーディーズファン感謝祭 うらバコバコバスツアー 2012 補欠者救済?プロジェクト!!                                                             | Maika、さとう遥希、愛原さえ、ももかさくら、霧島あんな、長澤あずさ 鈴木ありす、大槻ひびき、このは、羽月希、すずきりりか、木下若菜 真木今日子、そらのゆめ、杏子ゆう、初美沙希 （うらバコ）晶エリー、堀口奈津美、琥珀うた                    | 2012年4月1日   | |
| MOODYZファン感謝祭 バコバコバスツアー2012 バコリンピックスペシャル!!                                                                       | つぼみ、上原亜衣、松下ひかり、芹沢つむぎ、波多野結衣、友田彩也香 藤原ひとみ、橘ひなた、哀川りん、篠田ゆう、岩佐あゆみ、大島あいる 愛内希、稲川なつめ、大森美玲、みなみ瀬奈 （うらバコ）琥珀うた、真木今日子、北川瞳、泉麻那               | 2012年9月13日  | |
| ムーディーズファン感謝祭 うらバコバコバスツアー 2012 〜補欠者救済?バコバス潜入捜査大作戦!!〜                                               | つぼみ、上原亜衣、松下ひかり、芹沢つむぎ、波多野結衣、友田彩也香 藤原ひとみ、橘ひなた、哀川りん、篠田ゆう、岩佐あゆみ、大島あいる 愛内希、稲川なつめ、大森美玲、みなみ瀬奈 （うらバコ）琥珀うた、真木今日子、北川瞳、泉麻那               | 2012年10月13日 | |
| MOODYZファン感謝祭 バコバコバスツアー2013 お祭り大乱交スペシャル!!                                                                         | めぐり、つぼみ、尾上若葉、上原亜衣、吉永あかね、さとう遥希、瀬名あゆむ 富永苺、向井恋、竹内紗里奈、綾瀬みなみ、木村つな、鶴田かな 新山かえで、鈴木さとみ、舞咲みくに （うらバコ）琥珀うた、大槻ひびき、波多野結衣、芹沢つむぎ             | 2013年8月1日   | ブルーレイ版も同時発売 |
| ムーディーズファン感謝祭 うらバコバコバスツアー 2013 〜補欠者救済?バコバス砦と荒くれ海賊団!!〜                                             | めぐり、つぼみ、尾上若葉、上原亜衣、吉永あかね、さとう遥希、瀬名あゆむ 富永苺、向井恋、竹内紗里奈、綾瀬みなみ、木村つな、鶴田かな 新山かえで、鈴木さとみ、舞咲みくに （うらバコ）琥珀うた、大槻ひびき、波多野結衣、芹沢つむぎ             | 2013年9月1日   | |
| MOODYZファン感謝祭 バコバコバスツアー2014 南国バコバコランド大乱交!!                                                                       | 上原亜衣、つぼみ、乙葉ななせ、浜崎真緒、湊莉久、神波多一花 夏目優希、川村まや、波多野結衣、篠めぐみ、枢木みかん、佳苗るか 阿部乃みく、紺野ひかる、桜井あゆ、槇原愛菜 （うらバコ）さとう遥希、広瀬奈々美、保坂えり、琥珀うた               | 2014年9月13日  | |
| ムーディーズファン感謝祭 うらバコバコバスツアー 2014 〜補欠者救済?つぼみ風雲斎の野望!!〜                                                   | 上原亜衣、つぼみ、乙葉ななせ、浜崎真緒、湊莉久、神波多一花 夏目優希、川村まや、波多野結衣、篠めぐみ、枢木みかん、佳苗るか 阿部乃みく、紺野ひかる、桜井あゆ、槇原愛菜 （うらバコ）さとう遥希、広瀬奈々美、保坂えり、琥珀うた               | 2014年11月1日  | |
| 【限定共演】MOODYZファン感謝祭 バコバコバスツアー2015 1泊2日でイクッ!夢の大乱交AVオールスターズ!!                                          | 神ユキ、さとう愛理、桜木優希音、南梨央奈、なごみ、水野朝陽 川上ゆう、AIKA、かすみ果穂、蓮実クレア、涼川絢音、香山美桜 上原亜衣、早川瀬里奈、JULIA、乃々果花、吉川あいみ、波多野結衣 （うらバコ）大槻ひびき、乙葉ななせ、西條るり          | 2015年9月1日   | AV OPEN 2015において 総合部門・企画部門・配信売上賞で1位                                                                                    |
| 【限定共演】MOODYZファン感謝祭 バコバコバスツアー2015 バコバス8時間+うらバコ4時間 優勝記念版                                               | 神ユキ、さとう愛理、桜木優希音、南梨央奈、なごみ、水野朝陽 川上ゆう、AIKA、かすみ果穂、蓮実クレア、涼川絢音、香山美桜 上原亜衣、早川瀬里奈、JULIA、乃々果花、吉川あいみ、波多野結衣 （うらバコ）大槻ひびき、乙葉ななせ、西條るり          | 2016年3月1日   | AV OPEN 2015での3部門1位を記念し 未公開映像を再編集した特別版                                                                               |
| 三上悠亜×MOODYZ 一回限りの限定復活!?ひとりバコバコバスツアー2023 引退直前!最後の大感謝スペシャル!!                                         | 三上悠亜 | 2023年6月21日  | 2023年5月8日週FANZA通販フロアランキング1位                                                                                                  |
| MOODYZファン感謝祭 バコバコバスツアー2024 AV男優発掘&育成スペシャル!! AV男優を目指す素人16名とAV女優16名の1泊2日大乱交ツアー!              | 葵いぶき、石原希望、楪カレン、松本いちか、森日向子、弥生みづき、AIKA、大槻ひびき、波多野結衣、ちゃんよた、浜崎真緒、森沢かな、美園和花、姫咲はな、響乃うた、橘メアリー、末広純、沙月恵奈、倉本すみれ、乙アリス、新井リマ、岬あずさ        | 2024年4月2日   | 先行配信版は3月15日リリース 2024年2月12日週FANZA通販フロアランキング1位 9月17日には後述の「うらバコバコ」、未公開映像を加えた完全版を発売。 |
| MOODYZファン感謝祭 うらバコバコバスツアー2024 補欠者救済？魁！男優塾である！                                                               | 浜崎真緒、岬あずさ、望月あやか、ちゃんよた | 2024年4月16日  | 先行配信版は4月12日リリース |
| MOODYZファン感謝祭 バコバコバスツアー2025 素人17名とAV女優17名の1泊2日大乱交 新世代AVオールスター覚醒！                                    | 小野六花、うんぱい、天宮花南、松本いちか、有岡みう、木下ひまり、春陽モカ、宍戸里帆、七瀬アリス、山岸あや花、 有村のぞみ、静河、天馬ゆい、波多野結衣、弥生みづき、美園和花、浜辺栞帆、三岳ゆうな、都月るいさ、月乃ルナ、椿りか、新村あかり | 2025年3月18日  | 3月14日先行配信 2025年2月10日週FANZA通販フロアランキングで初登場4位。                                                                       |
| MOODYZファン感謝祭 うらバコバコバスツアー2025 補欠者救済？サンバDEカーニバル！！！                                                         | 美園和花、弥生みづき、椿りか、新村あかり | 2025年4月16日  | |
| 仲村みう×MOODYZ 遂にグラビアクイーンが参戦！ ひとりバコバコバスツアー2025 芸能人！ファン大感謝スペシャル！！素人男子と20発中出し大乱交！！ | 仲村みう | 2025年6月18日  | 2025年5月12日週FANZA通販フロアランキングで初登場9位。                                                                                       |

### バコバコ温泉バスツアー
| タイトル                                            | 出演者   | 発売日         | 備考 |
| --------------------------------------------------- | -------- | -------------- | ---- |
| 完全貸切!南波杏がイクッ! バコバコ温泉バスツアー!!   | 南波杏   | 2007年10月13日 |      |
| 完全貸切!糸矢めいがイクッ! バコバコ温泉バスツアー!! | 糸矢めい | 2009年6月13日  |      |

### バコバコ中出しキャンプ
| タイトル                                                                           | 出演者                                                                                  | 発売日        | 備考                                               |
| ---------------------------------------------------------------------------------- | --------------------------------------------------------------------------------------- | ------------- | -------------------------------------------------- |
| MOODYZファン感謝祭 バコバコ中出しキャンプ2013 ハイテンション中出しサバイバル!!     | 星崎キララ、宮村恋、荒木ありさ、hinano 東尾真子、ありさ、水澤まお、平子知歌             | 2013年1月13日 |                                                    |
| MOODYZファン感謝祭 バコバコ中出しキャンプ2014 AV界No.1スケベ女優大集合スペシャル!! | AIKA、内村りな、篠田ゆう、藤原ひとみ、HIKARI 芹沢つむぎ、友田彩也香、北川瞳、朝倉ことみ | 2014年1月13日 | 撮影が公然わいせつ罪にあたるとして問題となった作品 |
| MOODYZファン感謝祭 バコバコ中出しキャンプ2015 超ハイテンション種付け子作り大乱交SP | 川菜美鈴、霜月るな、初美沙希、萌芭 相葉レイカ、桜木郁、辻井ゆう、大槻ひびき             | 2015年1月1日  |                                                    |
| MOODYZファン感謝祭 バコバコ中出しキャンプ2016 無制限中出し!孕ませカーニバル!!      | 千乃あずみ、紺野ひかる、一条リオン、星野ひびき 西条沙羅、羽月希、なつめ愛莉、香山美桜   | 2016年1月13日 |                                                    |